# 菲爾德斯半島

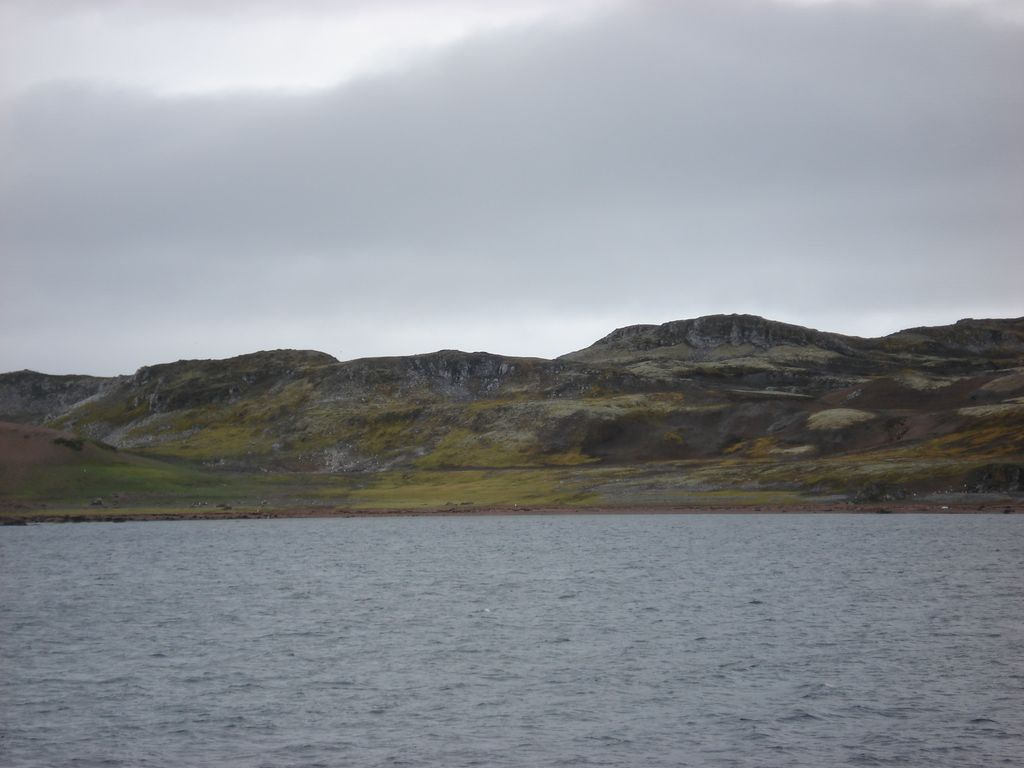

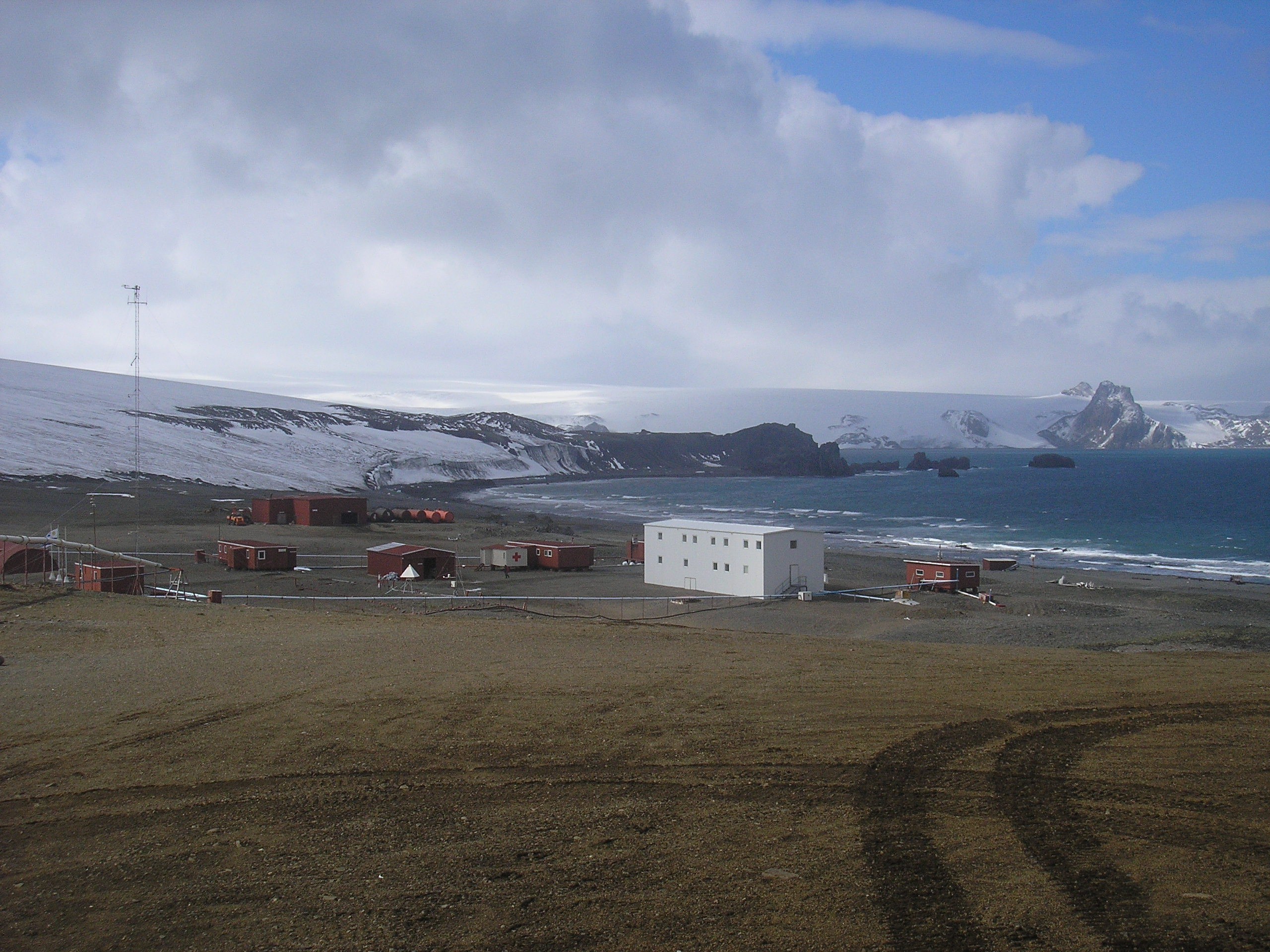

菲爾德斯半島（英語：Fildes Peninsula）是南極洲的半島，位於南設得蘭群島的喬治王島西南端，東南面是馬克斯韋爾灣，長7公里，取名自鄰近的菲爾德斯海峽。
62°12′S 58°58′W / 62.200°S 58.967°W